# 夏尔二世·德·波旁

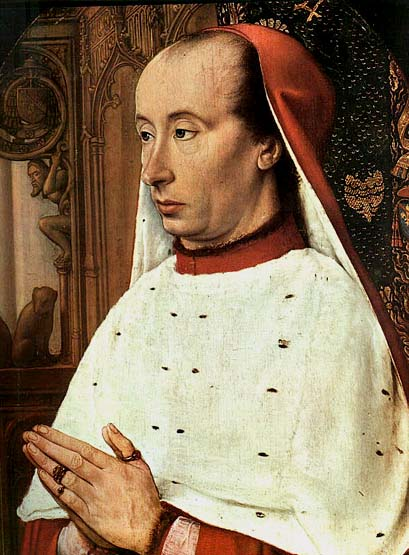
第七代波旁公爵夏爾二世·德·波旁的畫像

夏爾二世的樞機牧徽

夏爾二世·德·波旁，第七代波旁公爵（法語：Charles II de Bourbon，7me Duc de Bourbon，1434年—1488年9月13日），法國贵族和教士，天主教里昂總教區總主教。
夏爾二世·德·波旁十歲時已因家族的關係被選為里昂總教區總主教，其後晉升為樞機，又曾短暫地擔任波旁公爵和奥弗涅公爵。
夏爾二世·德·波旁是波旁公爵夏爾一世·德·波旁第三子，波旁公爵讓二世·德·波旁是其長兄，其弟攝政皮埃爾二世·德·波旁後繼他為波旁公爵。
夏爾二世·德·波旁作為幼子，年幼時已經被家族放進教會。他本人並沒有為了職位的崇高而得到榮譽，但是其為人通曉的是他的缺點而非他的虔誠，因為他有一位私生女。他亦是著名的藝術贊助人，他揮霍浪費金錢於里昂大教堂，尤其是那裡的波旁禮堂是由他於1486年贊助的（其弟皮埃爾二世在夏爾二世死後仍然繼續贊助），波旁禮堂被譽為十五世紀的其中一個裝飾藝術奇蹟。
他除了上述不當行為，夏爾二世不僅有一個私生女，他亦曾試圖悄悄地收起幾個私生子因懼怕進一步的公開尷尬。其中一名私生子盧克於二十餘歲在與夏爾二世於貝桑松比劍時才得知他父親的身份，盧克雖然繼續生存，但是他在比劍時失去一隻手。
夏尔·德·波旁于1488年4月1日兄长讓二世去世后继承了波旁公爵和奥弗涅公爵的头衔，但是他的弟弟皮埃爾二世及其妻子法蘭西的安妮並不容許爵位落入夏爾二世手上，他們立即於4月10日派軍隊侵佔波旁公爵領地。4月15日安妮派出法國王廷的使者脅迫夏爾二世簽約放棄繼承權以換取財務資助。不久夏爾二世就在他於里昂的私人住宅中去世了。因為他没有合法的男性後代，公爵的称号由弟弟皮埃尔继承。夏爾二世只在位15日，但是於1505年夏爾三世·德·波旁—蒙龐西埃娶了他的侄女蘇珊成為波旁公爵而稱為夏爾三世而正名。
| 夏尔二世·德·波旁 波旁家族出生于：1434年逝世於：1488年9月13日 | 夏尔二世·德·波旁 波旁家族出生于：1434年逝世於：1488年9月13日 | 夏尔二世·德·波旁 波旁家族出生于：1434年逝世於：1488年9月13日 |
| 統治者頭銜                                                   | 統治者頭銜                                                   | 統治者頭銜                                                   |
| ------------------------------------------------------------ | ------------------------------------------------------------ | ------------------------------------------------------------ |
| 前任者： 讓二世                                              | 波旁公爵 1488年                                              | 繼任者： 皮埃爾二世                                          |